# بالونا كريك
بالونا كريك(النطق: "Bah-yo-nuh"  أو "Buy-yo-nah"  ) يبلغ طوله 8.5-ميل (13.7 كـm) تيار مقنن في جنوب غرب مقاطعة لوس أنجلوس، كاليفورنيا ، الولايات المتحدة ، والذي كان ذات يوم "نهرًا تصطف على جانبيه أشجار الجميز والصفصاف "  وتقع قرية تونغفا في جواشنا عند مصب الخور.   يظل بالونا كريك وأراضي الأراضي الرطبة بالونا المجاورة مكانًا رئيسيًا لمراقبة الطيور للطيور المائية والطيور الساحلية والطيور المغردة والطيور الجارحة.